# Modupe Akinola
Pour les articles homonymes, voir Akinola.
Modupe Nyikoale Akinola est une psychologue et universitaire américaine. Elle est professeure agrégée de gestion à la Columbia Business School. Ses recherches portent sur l'impact des environnements de travail sur le stress et la performance. Elle a étudié la diversité de la main-d'œuvre et les stratégies visant à diversifier le bassin de talents.

## Formation
Modupe Akinola naît à New York où est installée sa famille. Ses parents sont originaires d'Afrique de l'Ouest. Sa mère, Funke Akinola, est professeure à la Brearley School (en), et son père, Matthew Gbadebo Akinola, est cadre administratif au Metropolitan Hospital Center de New York. Elle fait ses études secondaires à la Brearley School, dont elle devient trustee en 2014, puis poursuit ses études à l'université Harvard, où elle obtient un diplôme de psychologie en 1996, une maîtrise en administration des affaires en 2001, un master en psychologie sociale en 2005, puis un doctorat en comportement organisationnel en 2009. Sa thèse de bachelor portait sur la dynamique nous contre eux et sur son impact sur l'estime de soi. Ses recherches d'études supérieures consistaient à examiner les préjugés raciaux dans la décision de tirer avec des armes en cas de menace.

## Recherche et carrière
Akinola a rejoint en 2009 la Columbia Business School, où elle a dirigé des initiatives sur la façon d'enseigner et d'institutionnaliser la diversité, l'équité et l'inclusion. Akinola a étudié l'influence des stéréotypes dans le milieu universitaire, en travaillant avec Katy Milkman (en) et Dolly Chugh sur un audit de la façon dont les professeurs répondent aux e-mails d'étudiants potentiels de différentes ethnies et genres. Elles ont constaté que les professeurs étaient significativement plus sensibles aux hommes de race blanche que toute autre catégorie, en particulier lorsque les disciplines étaient plus rémunératrices ou que les établissements étaient privés,,. L'étude a exposé les jugements instantanés faits au sein du milieu universitaire et comment ces stéréotypes influencent la diversité des étudiants et du personnel. Elle a soutenu que ces résultats indiquaient que diversifier le bassin d'étudiants de troisième cycle exigerait un changement systémique de la culture universitaire. Dans ses examens de la diversité de la main-d'œuvre, Akinola a constaté que les femmes étaient non seulement moins susceptibles de déléguer que les hommes, mais plus susceptibles de se sentir coupables de le faire. En conséquence, elles ont moins de temps pour se concentrer sur la recherche globale et manquent des chances de former des scientifiques débutants,. 
Akinola a également étudié les caractéristiques de la personnalité qui rendent les gens plus créatifs. Selon elle, il existe une corrélation entre la tristesse, la colère et la créativité,. 
Akinola a participé en 2020 à la réponse de l'université Columbia à la pandémie de Covid-19 et aux mouvements Black Lives Matter. Elle est nommée en 2020 directrice du Sanford C. Bernstein & Co. Center for Leadership and Ethics. Elle anime le podcast TED Talk TED Business, qui explore les conférences TED axées sur le monde des affaires.

## Prix et distinctions
- 2011 : « Rising Star », Association for Psychological Science[19]
- Bourse Martin Luther King Jr. 2014 du Massachusetts Institute of Technology[20]
- 2015 Columbia Business School Dean's Award pour l'excellence dans l'enseignement[1]
- Prix du meilleur article 2020 de l'Academy of Management Journal[21]

## Publications (sélection)
- Akinola et Mendes, « Stress Exacerbates Shooting Errors Among Police Officers », SSRN Electronic Journal,‎ 2011 (ISSN 1556-5068, DOI 10.2139/ssrn.1864285, lire en ligne)
- Akinola et Mendes, « The Dark Side of Creativity: Biological Vulnerability and Negative Emotions Lead to Greater Artistic Creativity », Personality and Social Psychology Bulletin, vol. 34, no 12,‎ 2 octobre 2008, p. 1677–1686 (ISSN 0146-1672, PMID 18832338, PMCID 2659536, DOI 10.1177/0146167208323933)
- (en) Milkman, Akinola et Chugh, « Temporal Distance and Discrimination: An Audit Study in Academia », Psychological Science, vol. 23, no 7,‎ 1er juillet 2012, p. 710–717 (ISSN 0956-7976, PMID 22614463, DOI 10.1177/0956797611434539, lire en ligne)
- avec Dolly Chugh et Katherine L. Milkman, « Professors Are Prejudiced, Too », The New York Times,‎ 9 mai 2014 (lire en ligne, consulté le 10 juillet 2021).